# KZ-Außenlager Annener Gußstahlwerk

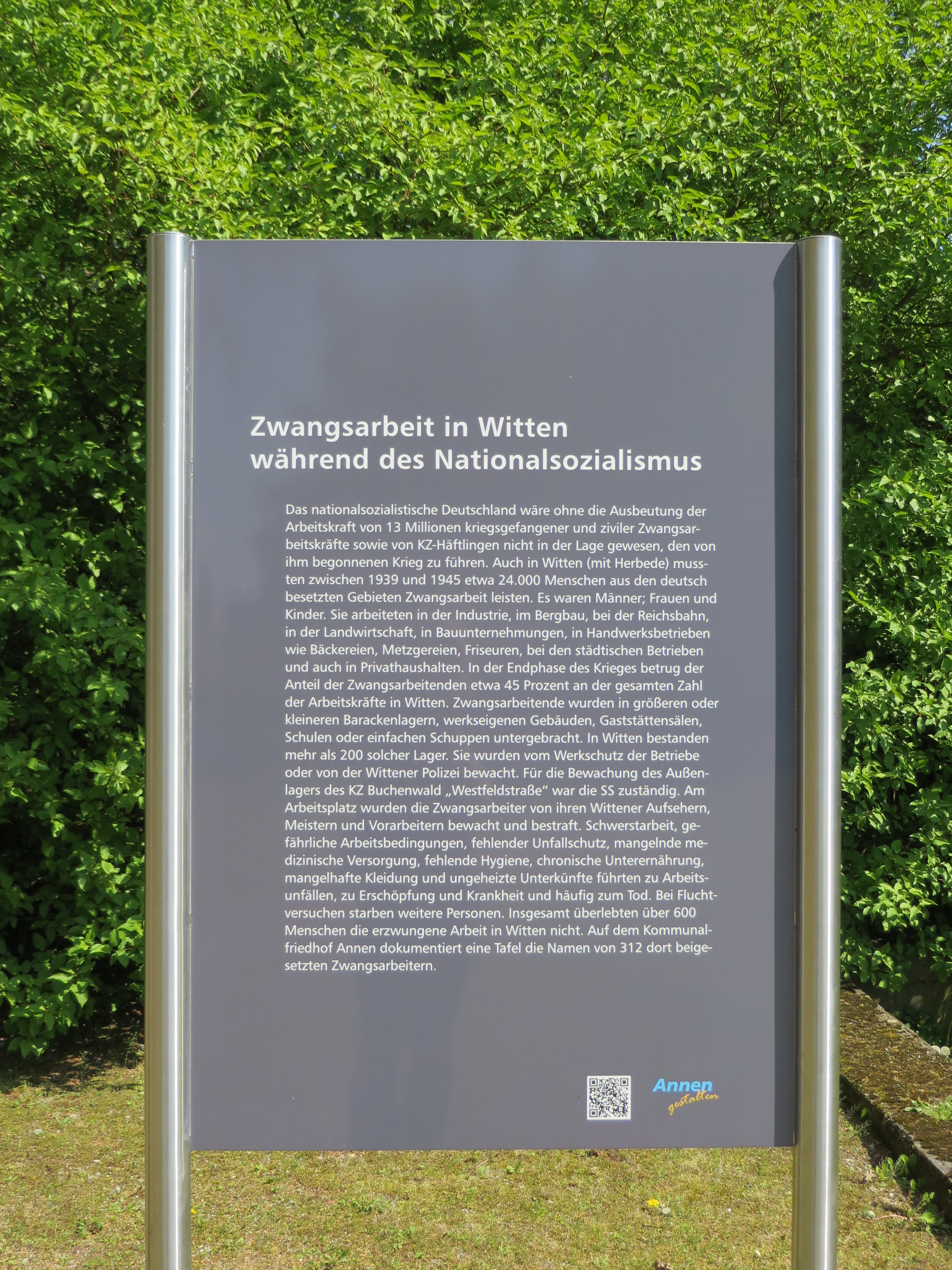
Infotafel Zwangsarbeit in Witten während des Nationalsozialismus

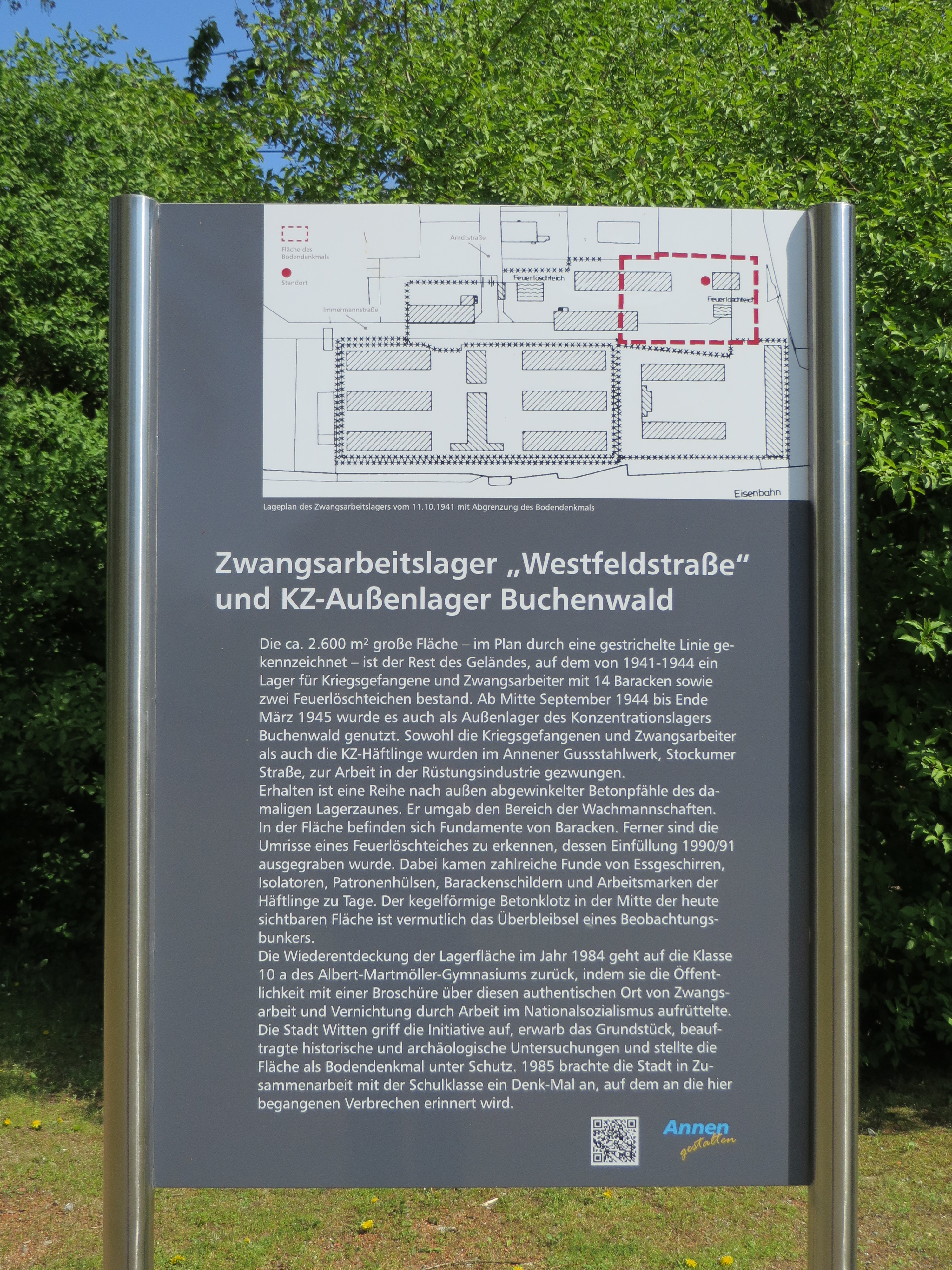
Infotafel Zwangsarbeitslager „Westfeldstraße“ und KZ-Außenlager Buchenwald

Das Außenlager Annener Gußstahlwerk des KZ-Buchenwald, oft auch kurz KZ-Außenlager Witten-Annen, war ein Außenkommando des Konzentrationslagers Buchenwald in Witten (Stadtteil Annen) und bestand vom 16. September 1944 bis zum 28. März 1945. Die insgesamt über 750 Häftlinge mussten Zwangsarbeit im Rüstungskonzern Annener Gußstahlwerk leisten.

## Geschichte

### Vorgeschichte
Seit 1940 beschäftigte das Annener Gussstahlwerk, das u. a. für die Flugzeugindustrie Stahlgussteile produzierte, zivile Zwangsarbeiter aus Belgien (500), den Niederlanden, der Tschechoslowakei und Polen (2200), seit 1941 auch russische Kriegsgefangene, zivile Zwangsarbeiter und ab Oktober 1943 italienische Militärinternierte. Diese waren in verschiedenen Lagern in der Nähe des Werks untergebracht.
Vor der Einrichtung des Konzentrationslagers waren in verschiedenen Betrieben in Witten schon über 10.000 ausländische Arbeitskräfte, Kriegsgefangene und zivile Zwangsarbeiter beschäftigt. Im Annener Gussstahlwerk arbeiteten Ende August 1944 2172 ausländische Frauen und Männer (zivile und kriegsgefangene Zwangsarbeiter), 51,4 % der Gesamtbelegschaft.
Das spätere KZ-Außenlager wurde als „Gefangenenlager für 1000 Mann“ am Spiekermannschen Platz seit dem Jahreswechsel 1942/43 geplant, aber erst am 9. September 1944 bauordnungsrechtlich genehmigt. Nach SS-Anforderungen wurden zusätzliche Wachtürme errichtet und das Lager doppelt mit Stacheldraht umzäunt. In unmittelbarer Nachbarschaft bestand seit 1942 ein so genanntes „Russenlager“, ein Arbeitslager für zivile Zwangsarbeiter und Kriegsgefangene, dessen Insassen ebenfalls im Annener Gußstahlwerk arbeiten mussten.

### KZ-Außenlager

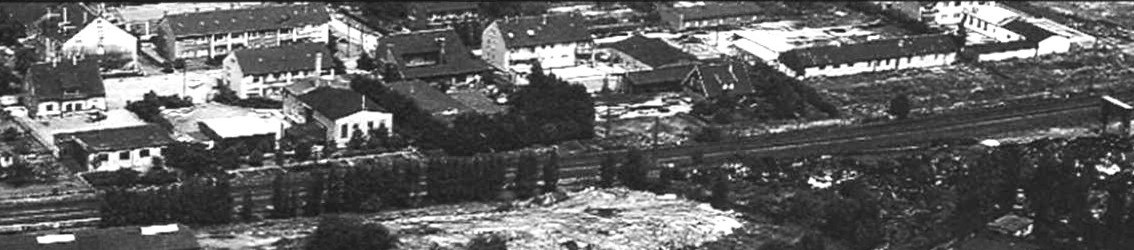
Teil des Lagergeländes ca. 1950

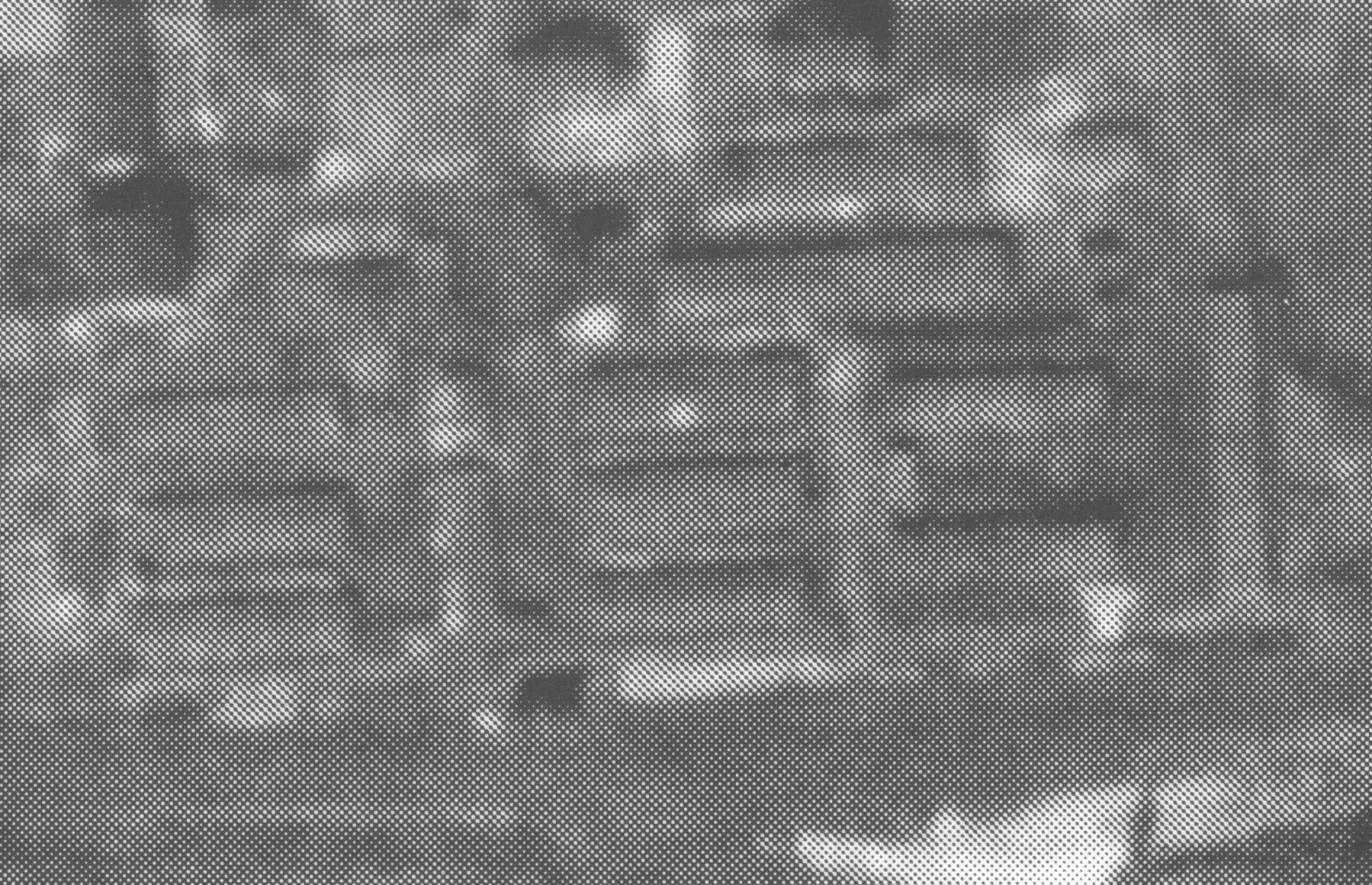
Luftbild des Lagers von 1945

Am 16. September 1944 wurden 700 Männer in geschlossenen Güterwaggons aus dem KZ Buchenwald nach Annen verbracht. Überwiegend handelte es sich um Sowjetbürger (248) und Franzosen (226), aber auch Polen, Tschechoslowaken, Italiener, Deutsche, Belgier u. a. Das Alter der Gefangenen lag zwischen 16 und 63 Jahren. Im Durchschnitt waren sie unter 30 Jahre alt, ein Fünftel war jünger als 20.
Überwiegend handelte es sich um als politisch eingestufte Gefangene. Daneben gab es Häftlinge der Kategorien „Arbeitsscheue Reich“ (ASR), „Arbeitserziehungshäftlinge“ (AEH), so genannte „jüdische Mischlinge ersten Grades“ und „Berufsverbrecher“ (BV).
Die Wachmannschaft bestand aus ca. 40 SS-Männern, die die Gefangenen auch während der Arbeit im Werk bewachten und deren Baracken getrennt vom Häftlingsbereich auf der heutigen Restfläche standen. Lagerkommandant war bis November 1944 SS-Oberscharführer Ernst Zorbach, danach Hermann Schleef. Organisatorisch war das KZ-Außenlager dem Hauptlager Buchenwald zugeordnet, in disziplinarischer Hinsicht unterstand es dem KZ-Außenkommando Brüllstraße in Bochum.
Der Häftlingsbereich bestand aus vier Unterkunftsbaracken, in denen jeweils über 150 Männer untergebracht waren, einem Appellplatz, einem Krankenrevier, den üblichen Funktionsbauten und einer eigenen Unterkunft für den Lagerältesten. Insgesamt bestand das Lager aus 14 Gebäuden und war zumindest teilweise von der Bahnstrecke Witten-Dortmund aus einsehbar.

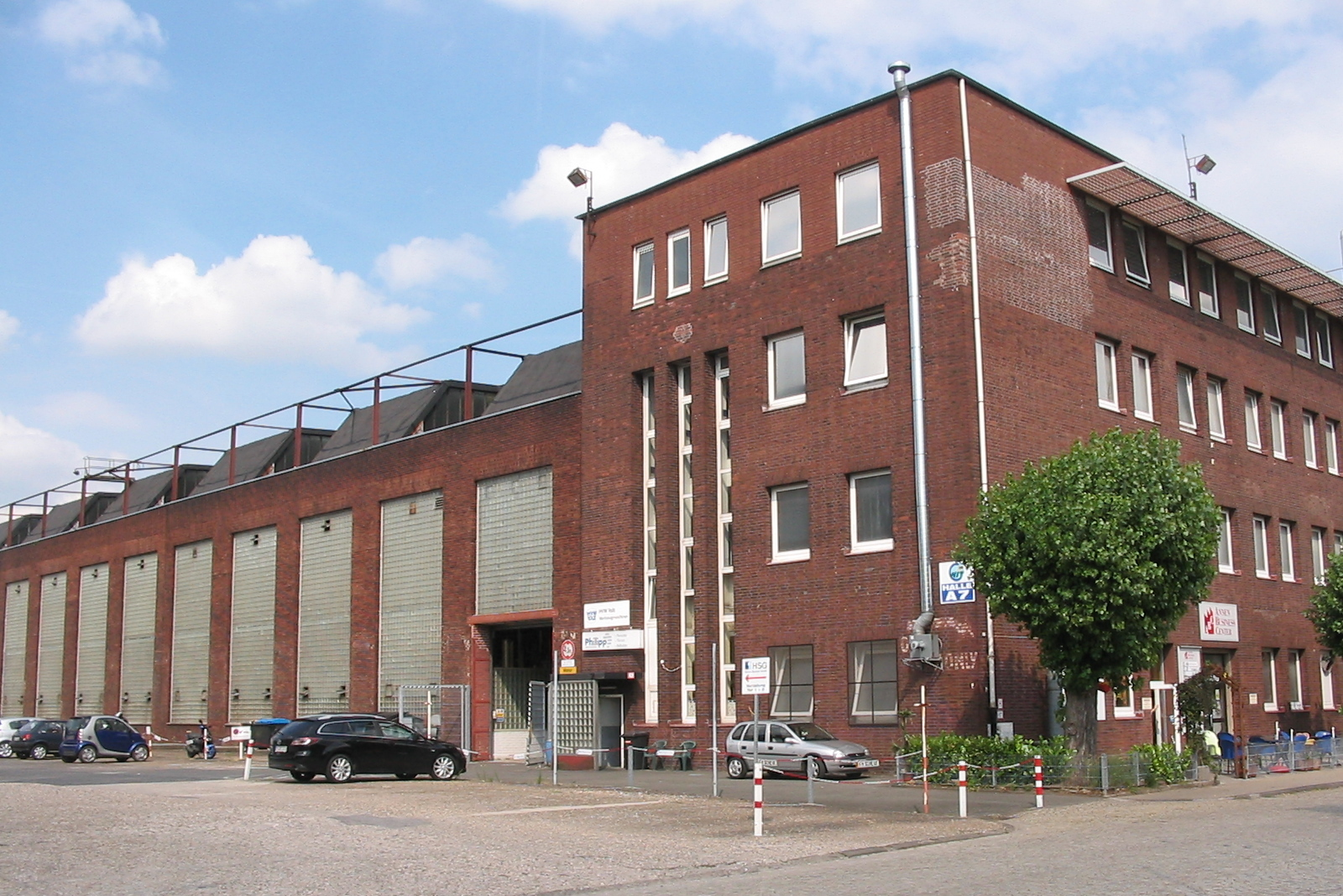
Halle A7, in der die KZ-Häftlinge Zwangsarbeit leisten mussten, heute Annen Business Center

Die Gefangenen mussten sechs Tage die Woche zwölfstündige Tag- und Nachtschichten in der Halle A7, der Bearbeitungswerkstätte II, des Annener Gussstahlwerks (heute Annen Business Center) leisten. Die quantitativ und qualitativ ungenügende Nahrungsversorgung, die hauptsächlich aus Brot und dünner Kohlsuppe bestand, führte zu zahlreichen Mangelerscheinungen. Seit Jahreswechsel 1944/45 wurde im Betrieb und in den Baracken kaum noch geheizt. Dennoch war es den Gefangenen unter Strafe verboten, ihre dünne Häftlingskleidung auch nur behelfsmäßig (mit Pappe, Stroh oder Zeitungen) auszustopfen. Die medizinische Versorgung war unzureichend und bestand im Wesentlichen aus Verordnung von Bettruhe im Krankenrevier und gelegentlicher Gabe von ASS. Neun Häftlinge wurden wegen Lungentuberkulose zurück nach Buchenwald verbracht, zwei davon überlebten die Fahrt nicht. Die Gefangenen waren zudem der Gewalt und Willkür der SS-Leute und des Lagerältesten Alfred Spillner, einem „Berufsverbrecher“, ausgesetzt.
Die Leichen der mindestens 30 in Witten verstorbenen KZ-Häftlinge wurden anfangs im Krematorium Dortmund verbrannt. Ab Februar 1945 wurden sie auf dem 1938 eingeebneten jüdischen Friedhof in Annen beigesetzt.
Ende März 1945 rückten die Alliierten näher. Die SS trieb in der Nacht vom 28. auf 29. März 1945 die verbliebenen 613 Häftlinge Richtung Nordosten. Anfang April 1945 wurden sie bei Lippstadt von amerikanischen Truppen befreit.
Mit der Besetzung durch amerikanische Truppen endete der Zweite Weltkrieg in Witten am 11. April 1945.

### Zeit der Verdrängung

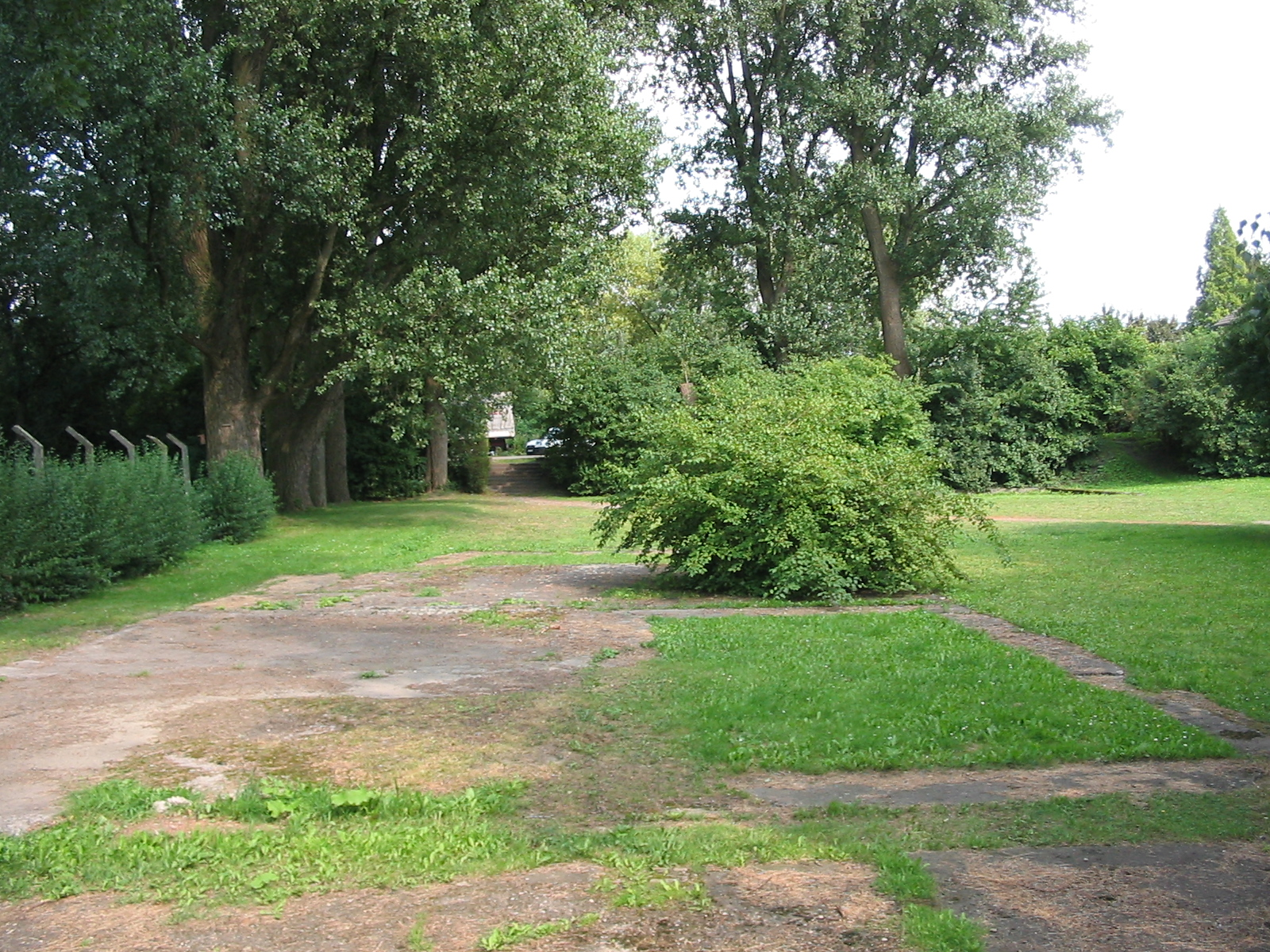
Fundamente von Baracken

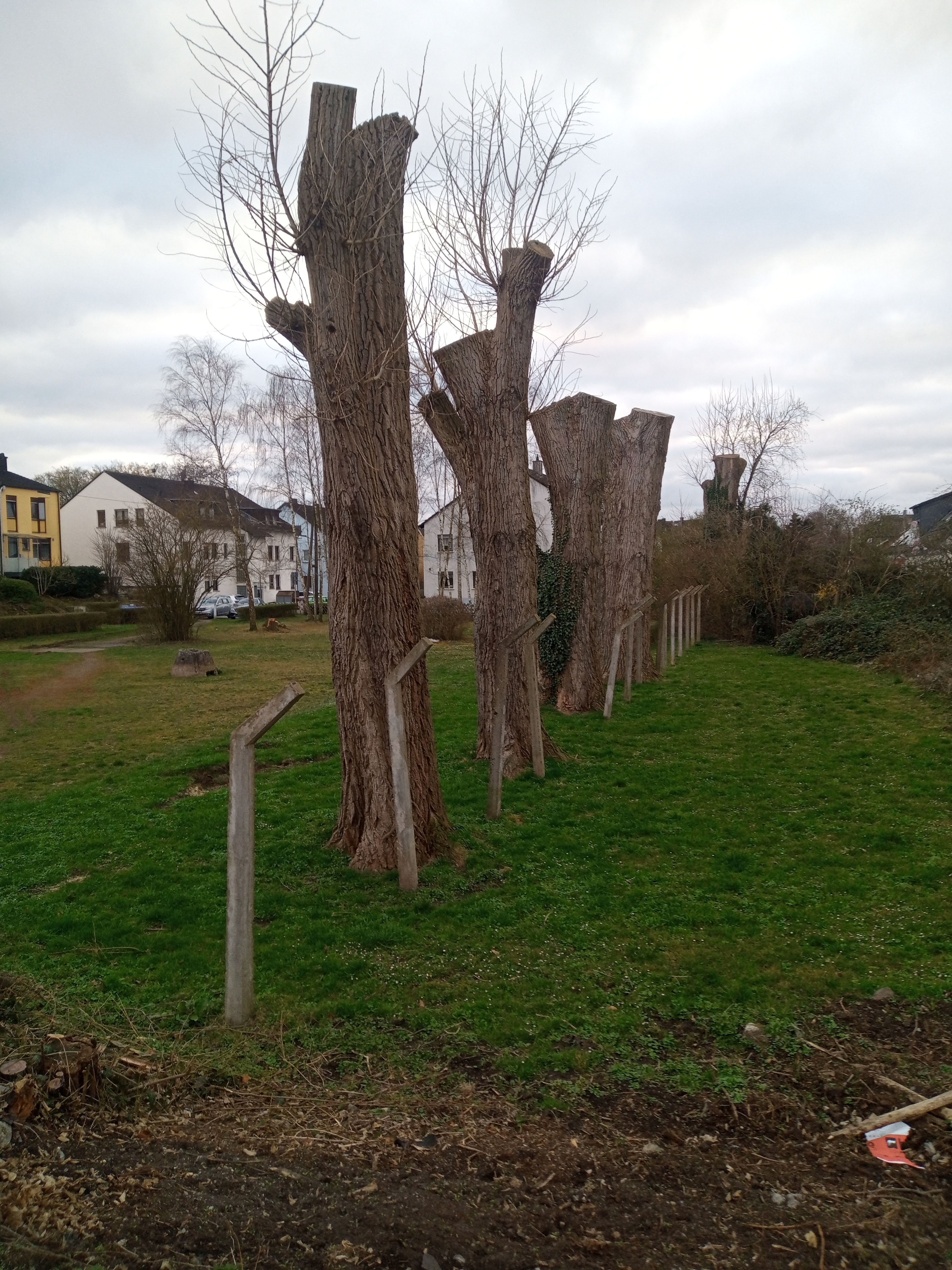
Reihe von erhalten gebliebenen Betonzaunpfählen

Schon ab dem Sommer 1945 nutzte die katholische St.-Josef-Gemeinde Baracken des Arbeitslagers und des Außenlagers als Kindergarten. Das übrige Lagergelände wurde bis auf die Fundamente geräumt und ab 1950 für die Bebauung freigegeben. 1958 zog der katholische Kindergarten um und auch die noch verbleibenden Baracken wurden abgerissen. Das Gelände diente als wilde Müllkippe und Parkplatz. Anfang der 1960er Jahre plante die Stadt, auf dem Gelände des ehemaligen Lagers ihr drittes Gymnasium zu errichten. Aus Finanzmangel wurde stattdessen aber ein leerstehendes Schulgebäude in der Innenstadt genutzt. 1977 entstanden auf dem Gelände Reihenhäuser.

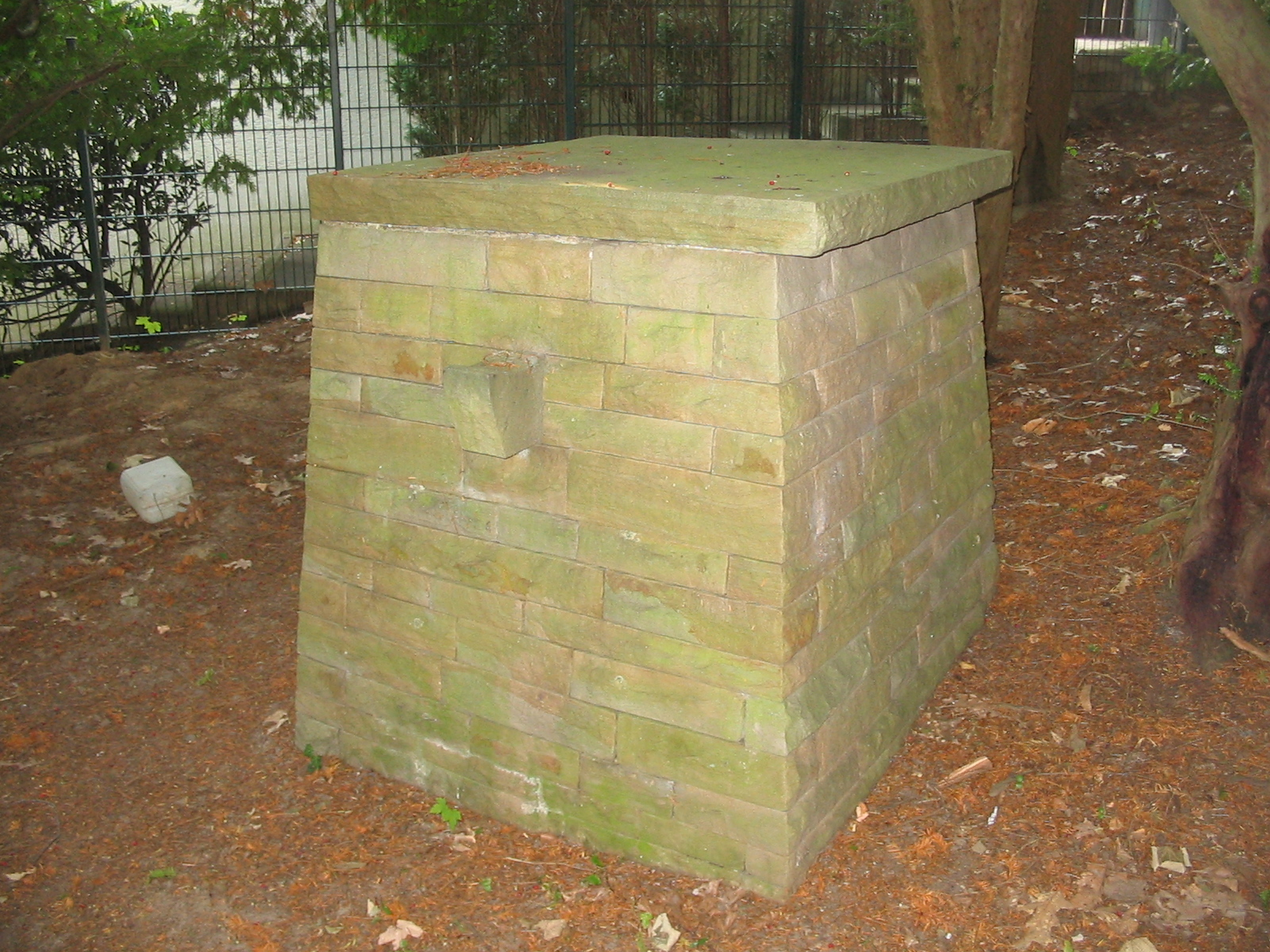
Ehemaliger Gedenkstein „Tote der Alliierten“ von 1959 auf dem Kommunalfriedhof Witten-Annen (Inschrift wurde 1990 entfernt.)

Auf dem Kommunalfriedhof Witten-Annen wurde 1959 neben den Gräbern der KZ-Häftlinge und Zwangsarbeiter ein Gedenkstein mit der irreführenden Aufschrift „Tote der Alliierten“ aufgestellt.
1967 erhob die Staatsanwaltschaft Bochum Anklage wegen versuchten Mordes gegen Ernst Zorbach. Ihm wurde vorgeworfen, 1944 vorsätzlich einem Häftling, der bei einem Fluchtversuch verunglückt war, Hilfe verweigert zu haben. Gegen Hermann Schleef wurde ebenfalls ein Ermittlungsverfahren eingeleitet. Verurteilt wurden beide aber vor allem wegen der Beteiligung an anderen Tötungsdelikten. Darüber hinaus gab es keine juristische Aufarbeitung.

### Wiederentdeckung

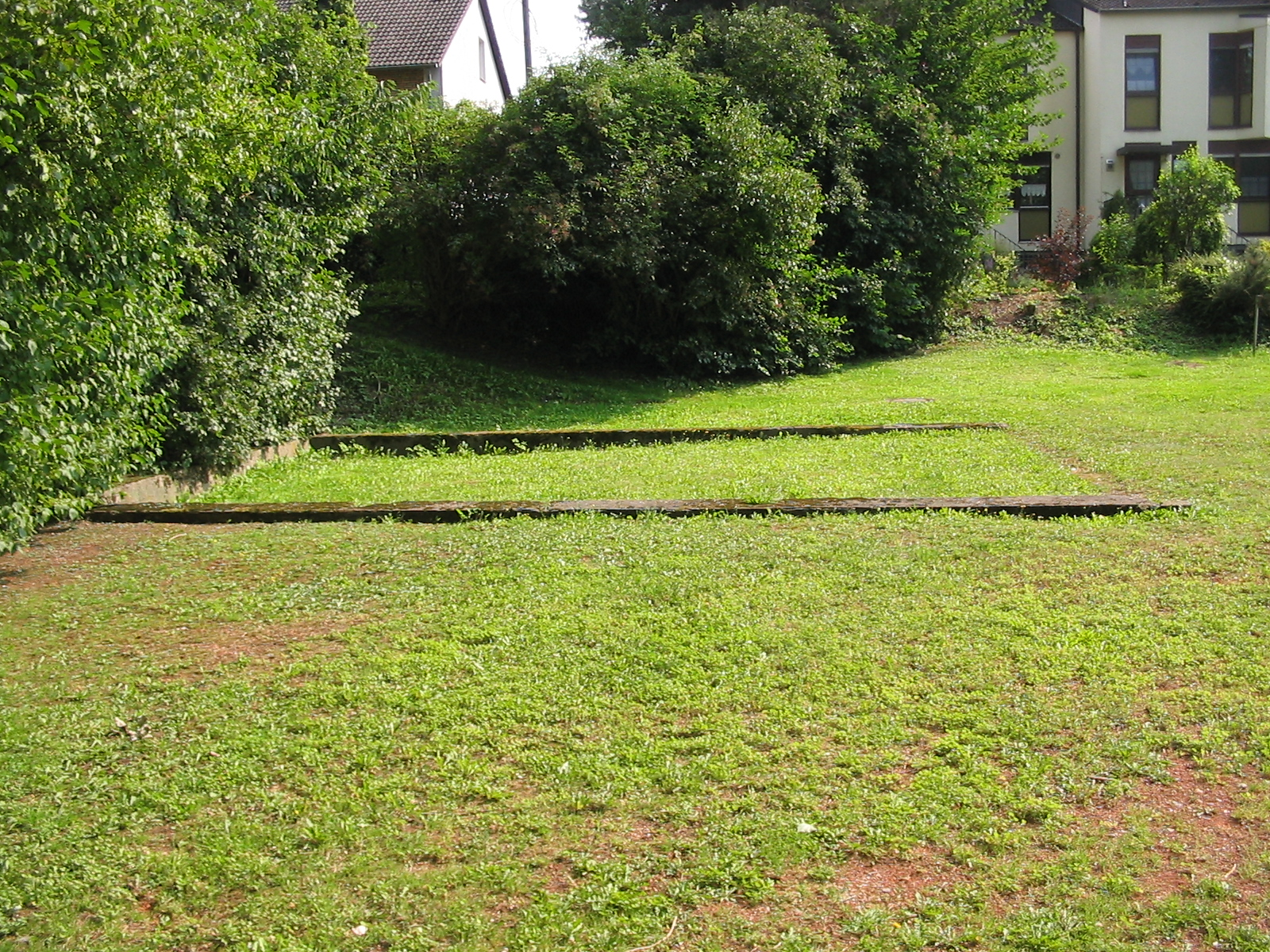
Ehemaliger Löschwasserteich, in dem die Ausgrabungen stattfanden

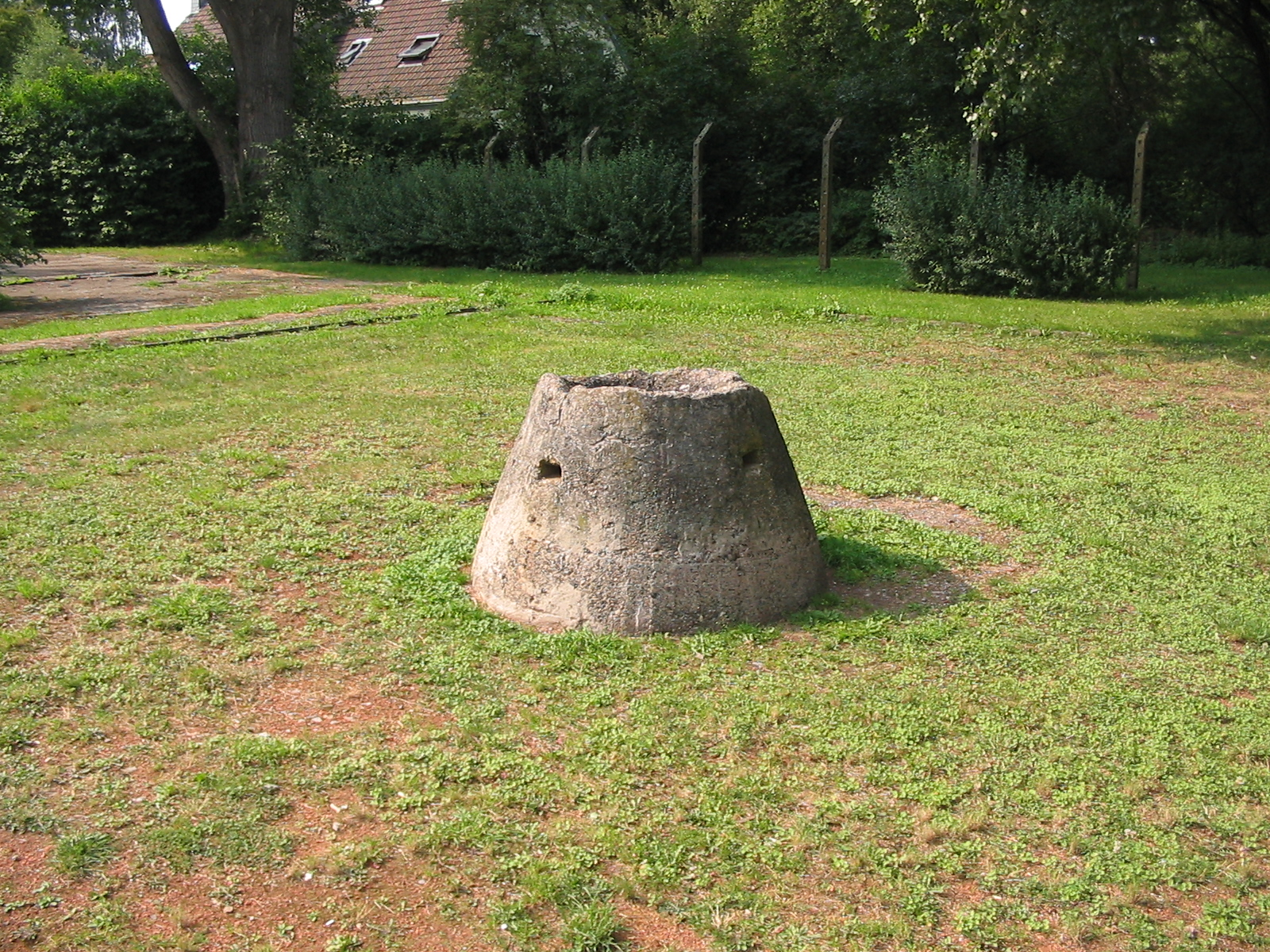
Einmannbunker

1984 besuchte die damalige Klasse 10a des Albert-Martmöller-Gymnasiums die KZ-Gedenkstätte Dachau und entdeckte dort das Außenlager Witten-Annen auf einer Übersichtskarte. Im Rahmen eines Geschichtswettbewerbs recherchierten die Schüler und lösten mit ihrem 1985 als Broschüre veröffentlichten Aufsatz eine öffentliche Diskussion über das kommunale Vergessen aus. Auf Initiative der Schüler stellte die Stadt Witten am 11. April 1985 einen von Anselm Treese gestalteten Gedenkstein am Rand der Restfläche auf. 1990 erfolgte die Untersuchung der Lager-Restfläche durch zwei Archäologen, ein Historiker suchte nach weiteren Quellen. 1992 rief die Stadt einen internationalen künstlerischen Wettbewerb mit insgesamt 29.000 DM Preisgeldern aus, an dem 161 Künstler aus dem gesamten Bundesgebiet und dem benachbarten Ausland teilnahmen. Der Kostenrahmen für die Realisierung der Gedenkstätte sollte ca. 250.000 DM betragen. Der erste Preis sah vor, die Restfläche mit 114 Beton-Quadern mit 2,20 m Kantenlänge im Abstand von 1,10 m zu bedecken. Aus Finanzmangel wurde aber keiner der Entwürfe aus dem Wettbewerb verwirklicht. Stattdessen besteht die heutige sog. Gedenkstätte Immermannstraße aus einer von Unkraut überwachsenen roten Kiesfläche und der schon 1985 aufgestellten Gedenktafel. Seit 1992 ist die Restfläche als Bodendenkmal in der städtischen Denkmalliste eingetragen.

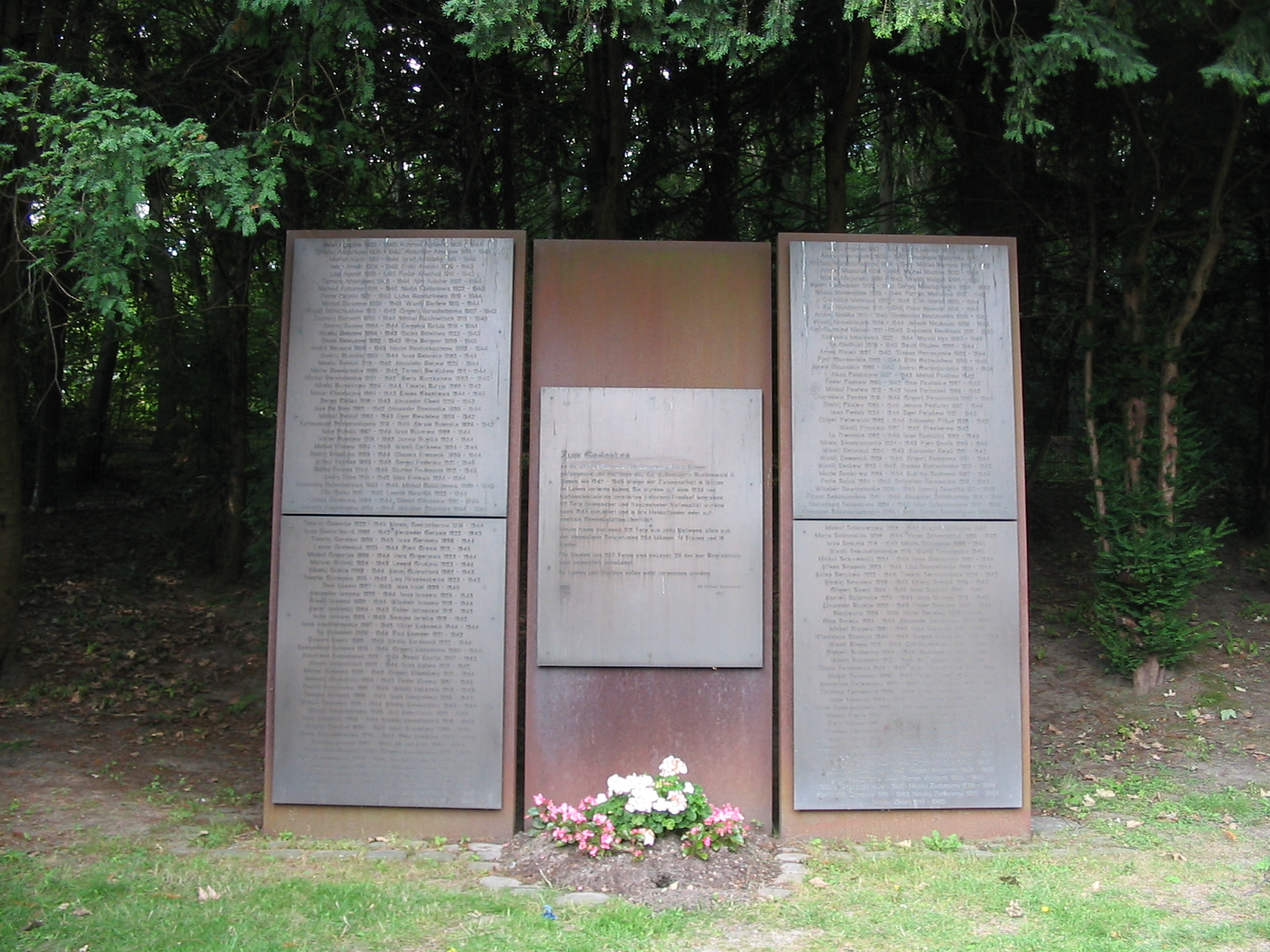
Zwangsarbeiterdenkmal auf dem Kommunalfriedhof Annen von 1993

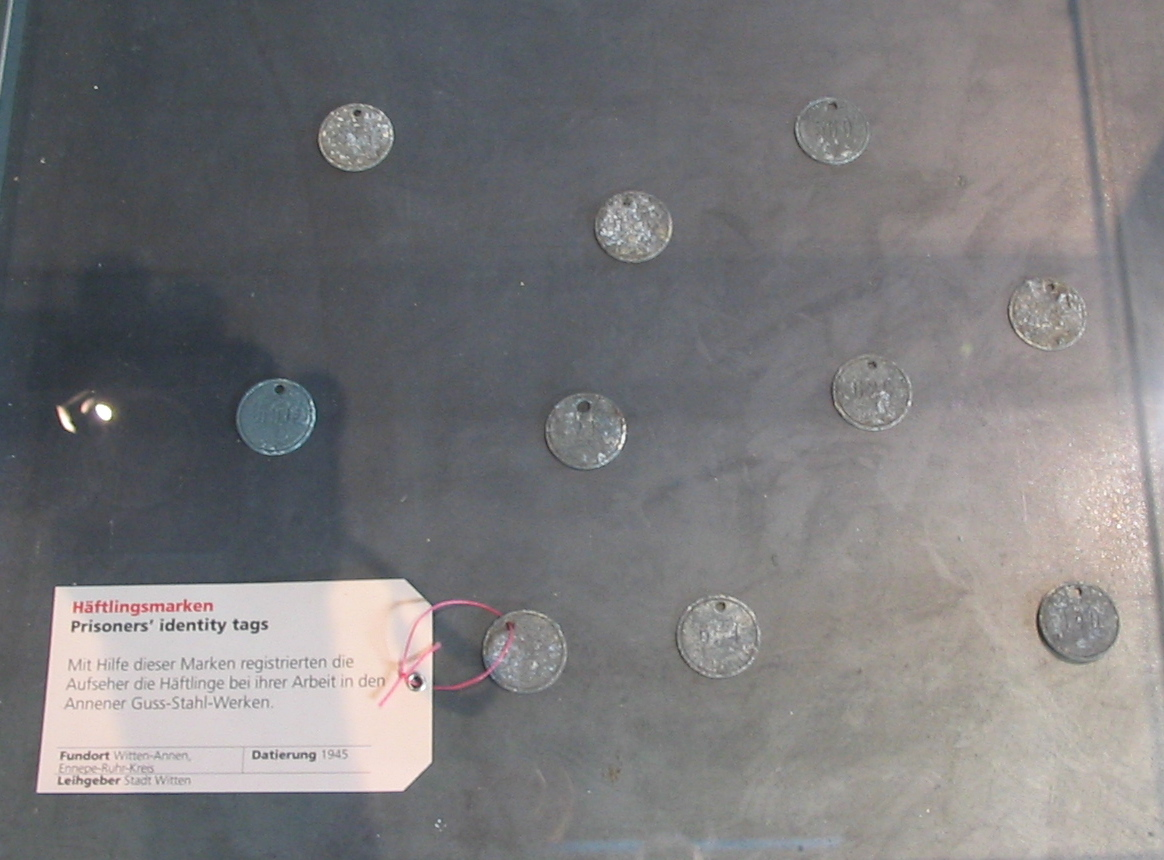
Häftlingsmarken im LWL-Museum für Archäologie

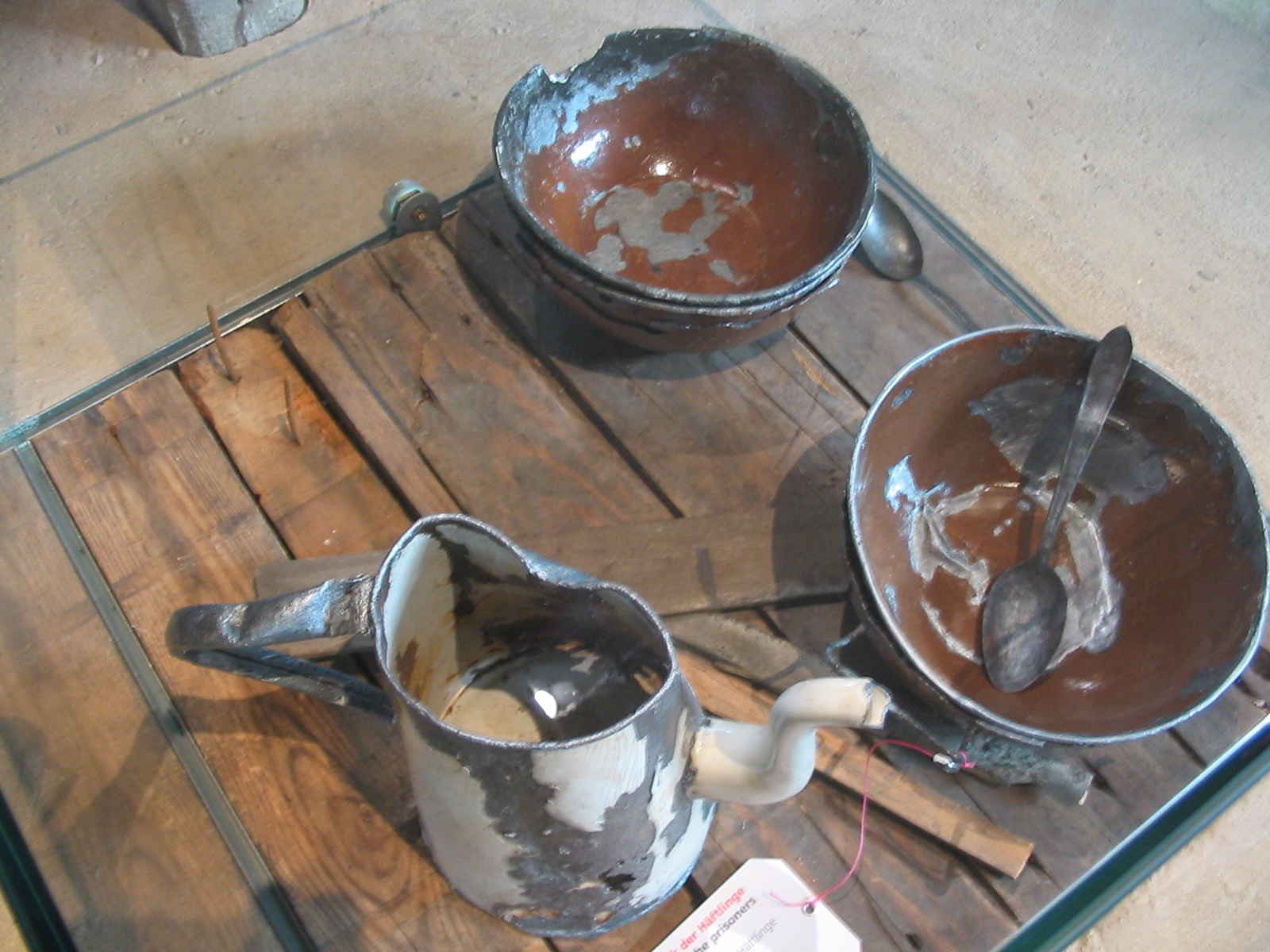
Geschirr und Besteck der Häftlinge im LWL-Museum für Archäologie

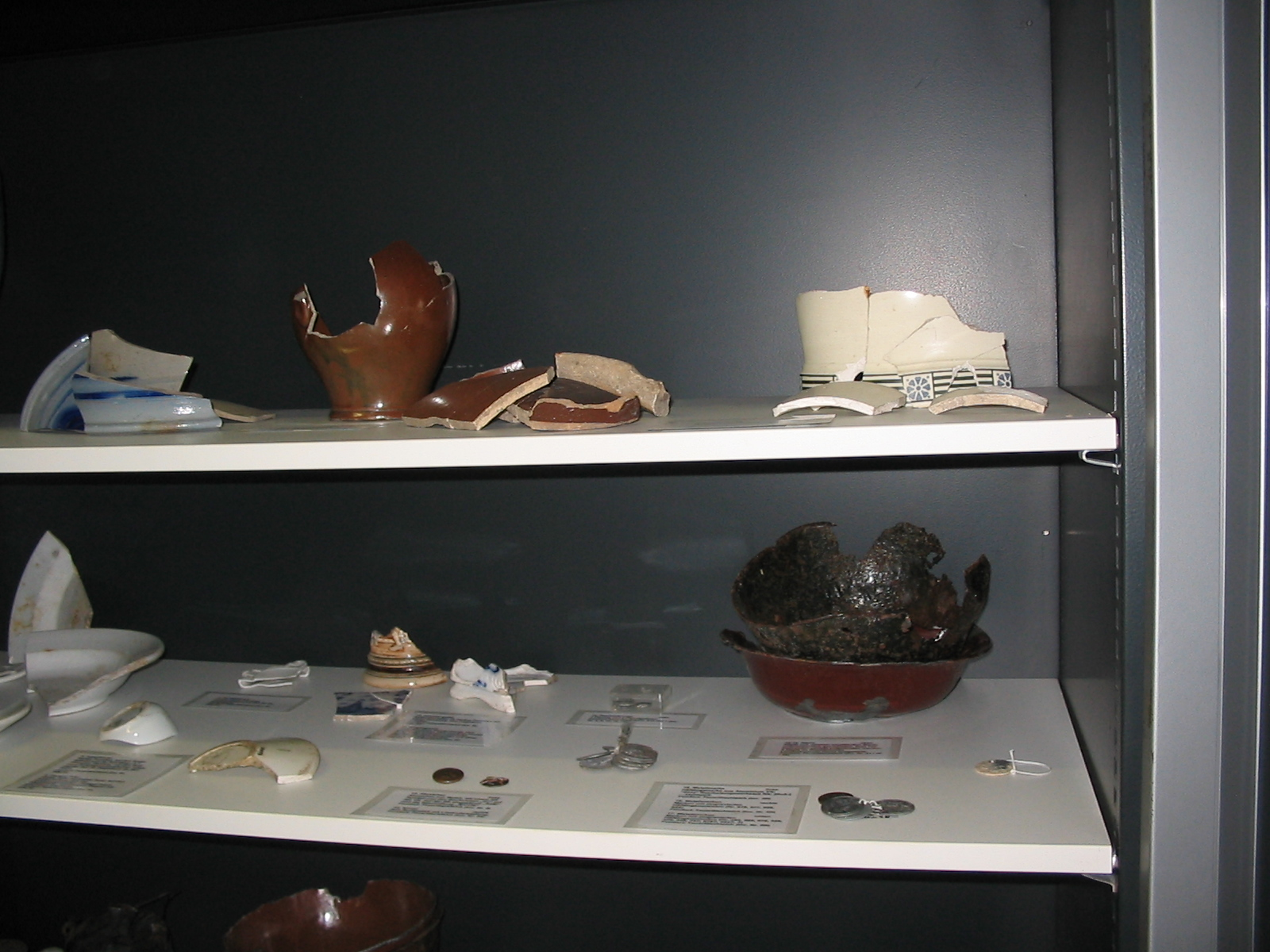
Archäologische Fundstücke im Technischen Rathaus

1990 wurde die irreführende Aufschrift „Tote der Alliierten“ am Denkmal auf dem Kommunalfriedhof in Annen entfernt und 1993 eine Gedenktafel für die in Witten ums Leben gekommenen Zwangsarbeiter aufgestellt. (Lage) Mit den dort genannten 394 Opfern wird auch der Toten aus dem KZ-Außenlager Witten-Annen gedacht. Im LWL-Museum für Archäologie in Herne sind seit 2003 einige Fundstücke der Grabung von 1990 als Teil der Dauerausstellung ausgestellt. In zwei Vitrinen sind dort Geschirr (Blechkanne und -schalen), Besteck und Identifikationsmarken der KZ-Häftlinge zu sehen. Auch im Technischen Rathaus befinden sich Fundstücke der Ausgrabung von 1990. In einem Rollschrank im Keller werden dort u. a. Geschirr, Besteck, Schilder, Kämme, Munitionshülsen und die Reste einer Brandbombe aufbewahrt.
2013 wurde der Gedenkstein auf die Restfläche versetzt und zwei Informationstafeln aufgestellt.
Ein Großteil der Grabungsfunde von 1990/91 wurde 2017 in einem Keller in Witten wiederentdeckt und von der LWL-Archäologie für Westfalen erstmals fachgerecht dokumentiert und archiviert. Die Grabung von 1990/91 markiert im Rückblick den unauffälligen Beginn einer sich entwickelnden Holocaust Archaeology.

## Spekulationen über den Ort
Es gibt Spekulationen darüber, dass die Restfläche möglicherweise nicht Teil des KZ-Außenlagers war, sondern des benachbarten Arbeitslagers (eines sog. „Russenlagers“).

## Zeitungsartikel
- Karl Siegel: Gedenken an NS-Zeit zubetoniert? Bemerkungen zur Planung einer KZ-Gedenkstätte in Witten. In: SoZ. Nr. 1/2, 1993, S. 16.

## Filme
- Geklaute Jugend. Herman van Hasselt. Buchenwaldhäftling 20239. Filmstudio Sirius. Deutschland 2006. (DVD, 55 Min.) (Beschreibung, abgerufen am 22. März 2017)
(Interview mit einem niederländischen Widerstandskämpfer, der auch im KZ Witten-Annen inhaftiert war. Enthält aber nur wenige Aussagen über dieses Lager.)
- Interview mit Hansheinz König. Aktuelle Stunde. 5. Juli 1985.